# Fußball-Club Stahl 1998 Brandenburg
L'FC Stahl Brandenburg è una società calcistica tedesca della città di Brandeburgo sulla Havel. Nella stagione 2022/23 milita in Landesliga Brandenburg, settimo livello del calcio tedesco.

## Storia
La società è stata fondata nel 1950 come BSG Einheit Brandenburg ed ha giocato nei suoi primi anni di vita in DDR-Liga, la seconda divisione della DDR-Oberliga. Nel 1955 assunse il nome di BSG Stahl Brandenburg per evidenziare come la squadra era supportata dall'acciaieria locale. Con questo supporto la società poté creare una rosa competitiva ed offrire interessanti salari ai membri fuori rosa degli altri club. Questa strategia portò buoni giocatori in squadra e una solida tifoseria. Lo Stahl (acciaio in tedesco) conquistò la promozione in prima divisione nel 1984-85 e ci restò fino alla riunificazione tedesca dei due campionati principali. Dopo aver cambiato nome in BSV Stahl Brandenburg militò nella stagione 1991-92 in Zweite Bundesliga (Staffel Nord). Nel 1993 la chiusura dell'acciaieria portò la società ad essere privata della denominazione "Stahl".
Alla fine degli anni novanta la società si trovò in gravi condizioni finanziarie. Il club dichiarò bancarotta nel 1998 e si ricostituì subito dopo come FC Stahl Brandenburg, ma ciononostante continuò ad arrancare. Nel 2002, in una disperata mossa per salvare la compagine, la società si fuse con il Brandenburg Süd 05, eterna rivale cittadina dello Stahl. La fusione però andò in porto solo per quanto riguarda le giovanili delle due squadre. Le proteste dei fan di entrambe le squadre portarono allo scioglimento dell'unione l'anno successivo. Attualmente la squadra milita in Verbandsliga Brandenburg (VI).

## Giocatori celebri
- Steffen Freund

## Palmarès

### Competizioni regionali
- NOFV-Oberliga: 1

1993-1994

### Altri piazzamenti
- Coppa della Germania Est:

Semifinalista: 1986-1987